# بيرني فوكس
بيرني فوكس (بالإنجليزية: Bernie Fuchs)‏ هو فنان أمريكي، ولد في 29 أكتوبر 1932، وتوفي في 17 سبتمبر 2009 بسبب سرطان المريء.